# Mayfield and Five Ashes

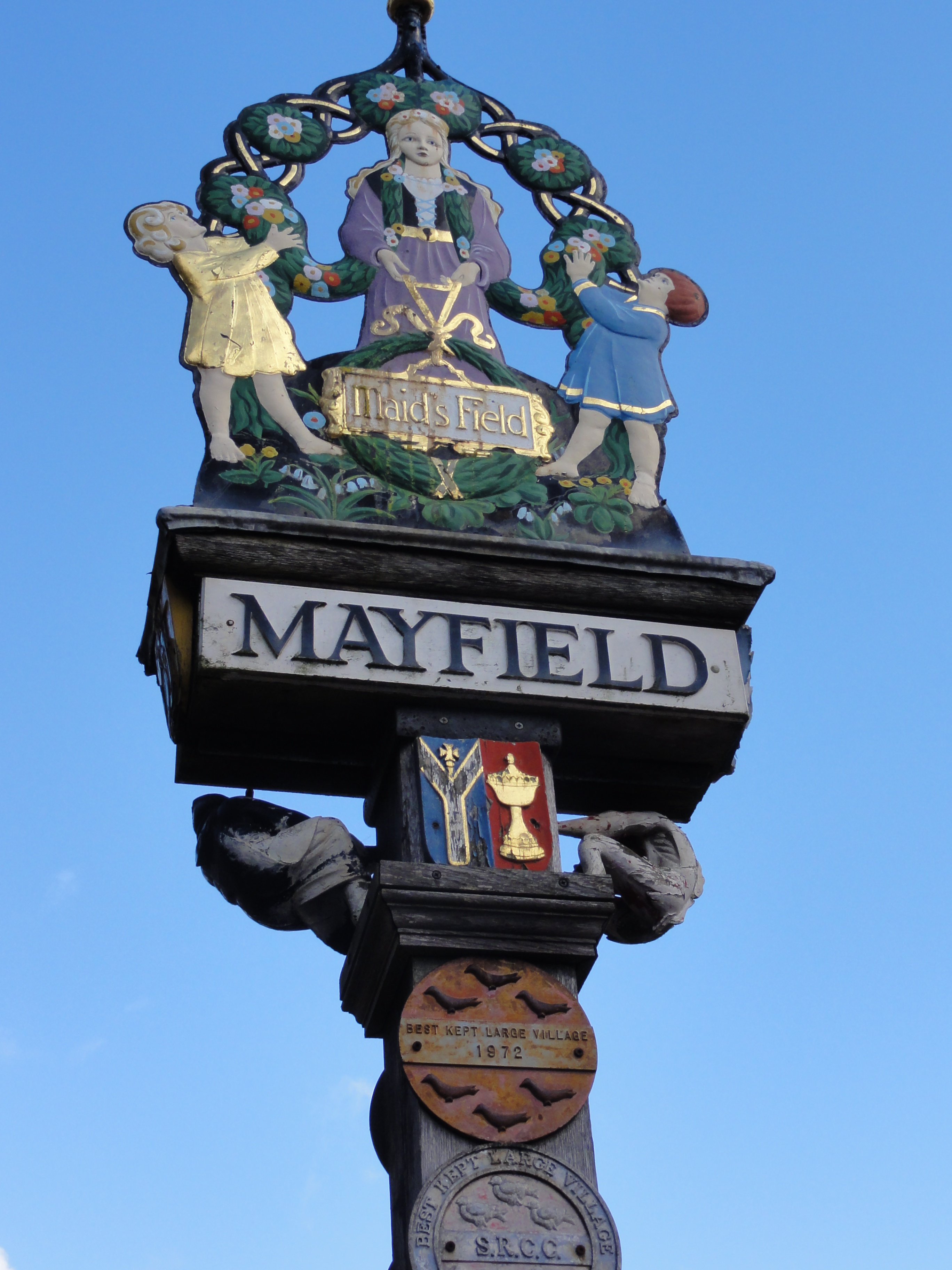
Senyal d'entrada a Mayfield

Mayfield and Five Ashes és una parròquia civil formada pels pobles de Mayfield i Five Ashes. Mayfield és un poble petit a East Sussex, al sud-est d'Anglaterra entre Tunbridge Wells i Eastbourne, a seixanta kilòmetres de Londres. Té una població d'uns 3.500 habitants. Situat al camp, el paisatge de Mayfield és molt verd i pintoresc i el seu clima és temperat: plou bastant, però el temps pot ésser agradable, sobretot a l'estiu. Hi ha un parc gran que té gronxadors, tobogans i rodes per als nens, terreny per a fer esport i espai per a caminar i relaxar-se. El camp i els pujols al voltant de Mayfield són molts populars per a les passejades. A Mayfield hi ha cinc esglésies.

## Economia
Hi ha prop de quinze botigues en el seu carrer principal: botigues d'aliments que venen els productes diaris i bàsics, unes perruqueries, salons de bellesa i botigues de regals. A més a més hi ha un servei d'autobús de cada hora que va entre Tunbridge Wells i Eastbourne.

## Educació
Quant a l'educació, hi ha dues escoles al poble: una escola primària d'estil eduardià i l'altre, un convent, és una escola secundària catòlica per a les noies: St Leonards-Mayfield School.